# Максимилиан (Клюев)
Митрополи́т Максимилиа́н (в миру Макси́м Вале́рьевич Клю́ев; род. 16 июля 1971, Иркутск) — архиерей Русской православной церкви, митрополит Иркутский и Ангарский, глава Иркутской митрополии.

## Биография
Крещён в 1972 году в храме Воздвижения Креста Господня Иркутска.
В 1986 году окончил 8 классов средней школы № 12 г. Иркутска, в 1990 году — Иркутский авиационный техникум по специальности «Эксплуатация промышленных роботов».
С 1991 года работал инженером-программистом в КИВЦ ВСУ ГА в Иркутском аэропорту.
В 1989—1994 года состоял в браке. Имеет дочь.
В 1995 году окончил кибернетический факультет Иркутского государственного технического университета по специальности «Автоматизированные системы обработки информации и управления» с дополнительным обучением на кафедре военной подготовки.
В марте 1992 года стал прихожанином Михаило-Архангельского храма города Иркутска, где в течение 6 лет нёс клиросное послушание.
6 июня 1998 года в Знаменском соборе Иркутска архиепископом Иркутским и Ангарским Вадимом (Лазебным) рукоположён во диакона и назначен клириком этого храма.
В 1998—2002 годы обучался на заочном отделении Тобольской духовной семинарии.
С 1998 года — преподаватель Закона Божия в начальных классах Православной женской гимназии в честь Рождества Пресвятой Богородицы города Иркутска.
В 2000 году организовал епархиальный детский лагерь «Роднички».
В 2000 году награждён правом ношения двойного ораря.
18 декабря 2004 года в Знаменском соборе Иркутска архиепископом Иркутским Вадимом пострижен в монашество с именем Максимилиан в честь св. отрока Максимилиана Ефесского. 19 декабря архиепископом Вадимом рукоположён во иеромонаха.
В 2004 году назначен референтом Иркутского епархиального управления, в 2006 г. — секретарем Иркутского епархиального управления.
В 2007 году назначен благочинным 2-го Иркутского округа.
25 апреля 2008 года к празднику Святой Пасхи возведён в сан игумена.
В 2008 году возглавил в Православной женской гимназии в честь Рождества Пресвятой Богородицы кафедру православных дисциплин.
В январе 2009 года участвовал в работе Поместного собора Русской православной церкви.
В 2009 году награждён правом ношения палицы.
В 2009—2011 году исполнял по совместительству обязанности настоятеля храмов Успения Божией Матери г. Иркутска, Свято-Троицкого села Максимовщина и Свято-Софрониевского села Шаманка Иркутской области.

## Архиерейство
6 октября 2011 года решением Священного синода Русской православной церкви избран епископом Братским и Усть-Илимским.
4 ноября 2011 года в Казанском храме посёлка городского типа Тельма Усольского района Иркутской области митрополитом Иркутским Вадимом был возведён в сан архимандрита.
3 декабря 2011 года в Патриарших покоях кафедрального храма Христа Спасителя состоялось наречение архимандрита Максимилиана во епископа.
18 декабря 2011 года в Богоявленском соборе города Ногинска (Московская область) хиротонисан во епископа Братского и Усть-Илимского. Хиротонию совершили патриарх Московский и всея Руси Кирилл, митрополит Крутицкий и Коломенский Ювеналий (Поярков), митрополит Саранский и Мордовский Варсонофий (Судаков), архиепископ Можайский Григорий (Чирков), архиепископ Истринский Арсений (Епифанов), епископ Илиан (Востряков), епископ Видновский Тихон (Недосекин), епископ Серпуховской Роман (Гаврилов), епископ Солнечногорский Сергий (Чашин).
С 11 по 25 июня 2012 года в общецерковной аспирантуре и докторантуре проходил курсы повышения квалификации для новопоставленных архиереев.
26 декабря 2019 года решением Священного Синода назначен главой Иркутской митрополии с поручением временного управления Братской епархией.
3 января 2020 года за литургией в Успенском соборе Московского Кремля патриархом Кириллом возведён в сан митрополита.

## Награды
- Орден преподобного Сергия Радонежского III степени (2021) — во внимание к усердным архипастырским трудам и в связи с 50-летием со дня рождения[9][10]